# Софія Корбан
Софія Корбан (1 серпня 1956) — румунська академічна веслувальниця.
Олімпійська чемпіонка 1984 року в складі парної четвірки, учасниця 1980 року.
Бронзова призерка Чемпіонату світу 1979, 1981, 1982 років у складі парної четвірки.